# Chromis caerulea
La damigella azzurra, (Chromis coerulea o coeruleus) è un pesce d'acqua salata della famiglia Pomacentridae.

## Distribuzione e habitat
Questo pesce abita le barriere coralline dell'Oceano Indo-Pacifico.

## Descrizione
Il corpo è ovaloide, compresso ai fianchi. Pinna dorsale lunga con parte terminale arrotondata, pettorali romboidali, ventrali sottili e pinna anale allungata. La coda è fortemente forcuta. 

Il colore è uniforme: una splendida livrea azzurro elettrico con riflessi metallici.
Le dimensioni si attestano sui 6,5 cm.

## Acquariofilia
Le dimensioni contenute, la sgargiante colorazione e il costo modesto fanno sì che la Damigella azzurra sia un gradito ospite negli acquari marini.